# José Antonio Camacho
José Antonio Camacho Alfaro (født 8. juni 1955 i Cieza, Spanien) er en tidligere spansk fodboldspiller og senere træner, der senest stod i spidsen for CA Osasuna i La Liga. Som aktiv spillede han 16 sæsoner hos Real Madrid, med hvem han vandt ni mesterskaber, samt 81 kampe for Spaniens landshold.

## Aktive karriere
Camacho var som aktiv, efter at have startet sin seniorkarriere med en enkelt sæson hos Albacete, tilknyttet storklubben Real Madrid i hele 16 sæsoner. Her nåede han at spille intet mindre end 414 ligakampe, og var med til at vinde et væld af titler. Blandt andet blev det til ni spanske mesterskaber, fem Copa del Rey-titler og to UEFA Cup-triumfer.
Camacho spillede desuden mellem 1975 og 1988 hele 81 kampe for Spaniens landshold. Han debuterede for holdet 5. februar 1975 i et opgør mod Skotland, og var en del af den spanske trup til VM i 1982, EM i 1984, VM i 1986 og EM i 1988.

## Trænerkarriere
Efter at have indstillet sin aktive karriere har Camacho haft en langvarig karriere som træner. Hans første job var da han fra 1992 til 1993 stod i spidsen for Rayo Vallecano, og siden da har han haft ansvaret for adskillige klubber, blandt andet sin klub som aktiv, Real Madrid, portugisiske SL Benfica og CA Osasuna.

## Titler
La Liga
- 1975, 1976, 1978, 1979, 1980, 1986, 1987, 1988 og 1989 med Real Madrid

Copa del Rey
- 1974, 1975, 1980, 1982 og 1989 med Real Madrid

Copa de la Liga
- 1985 med Real Madrid

Supercopa de España
- 1988 og 1989 med Real Madrid

UEFA Cup
- 1985 og 1986 med Real Madrid